# 巴士古機場
巴士古機場，是一座位於菲律賓北部巴丹群島省巴士古的民用機場，其主要民航業務為菲律賓國內線，以聯絡呂宋島以及其他巴丹群島島嶼機場為主。該機場為省內兩座機場之一，另一座機場為伊巴雅特機場。

## 航空公司與目的地
| 航空公司         | 目的地                 |
| ---------------- | ---------------------- |
| 北空航空（N/A）  | 土格加勞、伊巴雅特     |
| 菲律賓航空（PR） | 馬尼拉                 |
| 巴薩達航空（SP） | 馬尼拉、土格加勞、佬沃 |
| 凱捷航空（M8）   | 馬尼拉                 |